# Каретников, Виктор Михайлович
Виктор Михайлович Каретников (1919—1989) — советский военный и государственный деятель, генерал-лейтенант. Начальник отдела ВПК по вооружению войск ПРО и ПКО.

## Биография
Родился в 1919 году в Иркутске. Член КПСС.
Участник Великой Отечественной войны: командир 125-й батареи СОН-2 885-го зенитного артиллерийского полка Мурманского корпусного района ПВО, помощник начальника отдела штаба артиллерии 1-го корпуса ПВО
Занимал в военно-промышленной комиссии должность начальника отдела по вооружению войск противоракетной и противокосмической обороны. Имел звание генерал-лейтенанта.
Участник Совета главных конструкторов (1960—1966).
Лауреат Государственной премии СССР (неопубликованным указом).
Умер в 1989 году в Москве.

## Оценки деятельности
По утверждению Юрия Вотинцева, Виктор Каретников был одним из тех членов военно-промышленной комиссии, кто в области противоракетной и противокосмической обороны отстаивал научно-техническую позицию.
Отдел по вооружению войск противоракетной и противокосмической система, возглавляемый Каретниковым, отвечал (со стороны военно-промышленной комиссии) за состояние работ по созданию системы предупреждения о ракетном нападении.
По воспоминаниям В.Г. Репина, именно курировавший строительство системы предупреждения о ракетном нападении начальник отдела ВПК Каретников совместно с В.И. Марковым убедили начальника Генерального штаба Огаркова отказаться от выбора Норильска в качестве места постройки северо-восточного радиолокационного узла, что повлекло за собой более чем годовую задержку утверждения проекта работ.

## Награды
- Орден Октябрьской Революции (1976)
- Орден Отечественной войны I степени (1985)
- Орден Отечественной войны II степени (1944)
- Орден Трудового Красного Знамени (1969)
- Орден Красной Звезды (трижды, в том числе 1956, 1958)